# Sbordoniola persica
Sbordoniola persica es una especie de escarabajo del género Sbordoniola, familia Leiodidae. Fue descrita por Abeille de Perrin en 1881. Se encuentra en Irán.

## Subespecies
Se reconocen las siguientes:
- S. p. abeillei
- S. p. persica